# المفارجة (حرض)

تعديل مصدري - تعديل

المفارجة هي إحدى قرى عزلة الفج بمديرية حرض التابعة لمحافظة حجة، بلغ تعداد سكانها 457 نسمة حسب تعداد اليمن لعام 2004.